# FK Panerys Vilnius
Le FK Panerys Vilnius est un club lituanien de football basé à Vilnius, fondé en 1975 et disparu en 1998.

## Palmarès
- Championnat de Lituanie
  - Vice-champion : 1992

## Parcours européen
Le FK Panerys Vilnius participe à la Coupe Intertoto 1995 et termine dernier du groupe 12 composé du SK Vorwärts Steyr, de l'Eintracht Francfort, du Spartak Plovdiv et de l'Iraklis Thessalonique.

## Anciens joueurs
- Giedrius Barevicius
- Deimantas Bicka
- Stasys Danisevicius
- Aleksandras Darincevas
- Tadas Graziunas
- Tomas Graziunas
- Vaclovas Jurkus
- Igoris Kirilovas
- Romas Mazeikis
- Paulius Malzinskas
- Igoris Morinas
- Tomas Ramelis
- Tomas Razanauskas
- Remigijus Sakalas
- Albert Sarkisian
- Valdas Trakys